# سیارک ۹۶۴۸
سیارک ۹۶۴۸ (به انگلیسی: 9648 Gotouhideo، نامگذاری:1995UB9) نه هزار و ششصد و چهل و هشتمین سیارک کشف شده‌است که در ۳۰ اکتبر ۱۹۹۵ کشف شد.
قدر مطلق سیارک برابر ۲۹.۵ است.